# シンデレラ・イタリアーノ
ミュージカル・コメディ『シンデレラ・イタリアーノ』は宝塚歌劇団花組のミュージカル作品。18場。併演は『2人が出会うとき』。1966年6月2日から6月29日まで宝塚大劇場で公演。新人公演は1966年6月18日であった。

## ストーリー
腹黒い継父に虐待されるエリザを幸せにするために魔術師アルトーロはラミーロ王子と結婚させようと結婚させようと思い立つ。一計を案じた王子は従者と入れ替わるが、エリザは従者の姿のラミーロに心を寄せる。お城の舞踏会の日、継父はエリザを納屋に閉じ込めるが・・・。

## スタッフ
- 作・演出：菅沼潤
- 作曲：吉崎憲治
- 音楽指揮：橋本和明
- 振付：岡正躬、鈴木武
- マジック指導：保田春雄
- 装置：黒田利邦
- 照明：久保安太郎
- 小道具：生島道正
- 効果：坂上勲
- 録音：松永浩志
- 演出助手：酒井澄夫、海野洋司

## 主な出演
本公演・配役も含む
- ドン・マニイフィコ男：水代玉藻
- アルトーロ：麻鳥千穂
- レオイラ夫人：白雪式娘
- ラミーロ王子：甲にしき
- エリザ：那賀みつる
- エリザの姉：清川はやみ、水穂葉子
- スカッピーノ：郷ちぐさ

新人公演
- 郷ちぐさ
- 英美娜
- 薫邦子
- 麻月毬生
- 風さやか